# Chironomus jamaicensis
Chironomus jamaicensis är en tvåvingeart som beskrevs av Gerry 1933. Chironomus jamaicensis ingår i släktet Chironomus och familjen fjädermyggor.
Artens utbredningsområde är Jamaica. Inga underarter finns listade i Catalogue of Life.